# Cratere Fazu
Fazu  è un cratere sulla superficie di Venere.